# 1. VC Stralsund
Der 1. VC Stralsund (vollständiger Name: 1. Volleyballclub Stralsund e. V.) ist ein Volleyballverein aus Stralsund. Erfolgreichste Mannschaft ist das erste Frauen-Team, das seit der Saison 2010/11 in der Zweiten Bundesliga spielt, der die Mannschaft bereits 2008/09 angehörte. Das Team tritt seit September 2013 unter dem Namen Stralsunder Wildcats an und gewann 2023 die Meisterschaft der 2. Bundesliga Nord.

## Geschichte
Der Verein wurde 1995 gegründet. Die Gründungsmitglieder waren zuvor bei verschiedenen Stralsunder Mehrspartenvereinen wie dem TSV 1860 Stralsund und dem ESV Lok Stralsund organisiert. Erklärtes Ziel der Gründung des Vereins war es, die verstreuten Volleyballabteilungen der Stralsunder Vereine zu bündeln. Wegen akuter finanzieller Probleme wechselte der 1. VC Stralsund im Jahr 2013 unter das Dach des PSV Stralsund, diese Zusammenarbeit wurde nur wenige Monate später eingestellt. 

## 1. Frauenmannschaft
Der Verein spielte in der Saison 2008/09 erstmals in der 2. Bundesliga (Staffel Nord), stieg allerdings als elftes von zwölf Teams gleich wieder ab. Im Jahr 2010 gelang erneut der Aufstieg in die 2. Bundesliga, der das Team seitdem angehörte. Die erste Frauenmannschaft des Vereins belegte in der 2. Bundesliga Nord 2019/20, die im März 2020 abgebrochen wurde, den ersten Platz. Nach einer Entscheidung der Volleyball-Bundesliga gab es in dieser Spielzeit jedoch keinen Meister. In der Saison 2022/23 gewannen die Wildcats die Meisterschaft, verzichteten aber auf den Aufstieg in die Bundesliga. In der Premierensaison 2023/24 der 2. Bundesliga Pro kam das Team auf Platz 9; aus finanziellen und sportlichen Erwägungen zog der Verein seine Teilnahme nach der Saison zurück und startete 2024 wieder in der 2. Bundesliga Nord, die zweite Mannschaft wurde aus der 3. Liga abgemeldet. Nach der Spielzeit 2024/2025 in der 2. Bundesliga Nord wird der Verein ab 2025 wieder an der 2. Bundesliga Pro teilnehmen.

### Spielzeiten, Liga und Platzierungen
- Saison 2008/09: 2. Bundesliga Nord, Platz 11 (von 12), Abstieg
- Saison 2009/10: Regionalliga Nord, Platz 1 (von 10), Meister und Aufstieg
- Saison 2010/11: 2. Bundesliga Nord, Platz 5 (von 13)
- Saison 2011/12: 2. Bundesliga Nord, Platz 4 (von 11)
- Saison 2012/13: 2. Bundesliga Nord, Platz 7 (von 12)
- Saison 2013/14: 2. Bundesliga Nord, Platz 11 (von 13)
- Saison 2014/15: 2. Bundesliga Nord, Platz 8 (von 12)
- Saison 2015/16: 2. Bundesliga Nord, Platz 11 (von 13)
Team: Anne Stuhr, Tara Jenßen, Josefine Antrack, Lisa-Marie Wergin, Swantje Basan, Lisa Moos, Karoline Vogt, Sabrina Dommaschke, Nele Stuhr, Carolin Schmidtke, Madleen Piest, Franziska Gielow. Trainer war André Thiel
- Saison 2016/17: 2. Bundesliga Nord, Platz 3 (von 13)
- Saison 2017/18: 2. Bundesliga Nord, Platz 6 (von 13)
Zum Team der Saison 2017/2018, das von André Thiel trainiert wurde, gehörten: Melanie Horn (L), Birte Kaschützke (AA), Pia Schulte-Döinghaus (MB), Svenja Enning (Z), Franziska Kühn (Z), Lene Scheuschner (AA), Sabrina Dommaschke (L), Anne Krohn (D), Lisa Schulmeister (MB), Paula Wedekind (MB) und Bentje Bornath (L/AA).
- Saison 2018/19: 2. Bundesliga Nord, Platz 5 (von 13)
In der Saison 2018/2019 gehörten zum Team der Wildcats folgende Spielerinnen: Birte Kaschützke (AA), Laura Kutze (MB), Rosa Ahrenberg, Swantje Basan (AA), Franziska Kühn (Z), Lene Scheuschner (AA), Sabrina Dommaschke (L), Anne Krohn (D), Lisa Schulmeister (MB), Paula Wedekind (MB), Dana Polenz (MB), Madleen Piest (D) und Bentje Bornath (L/AA). Trainiert wurden die Spielerinnen von André Thiel, René Standfuß und Ariane Völkner.
- Saison 2019/20: 2. Bundesliga Nord, Platz 1 (von 13); Saison wurde abgebrochen, kein Meistertitel vergeben
In der Saison 2019/2020 gehörten zum Team der Wildcats Laura Kutze (MB), Rosa Ahrenberg, Swantje Basan (AA), Lene Scheuschner (AA), Sabrina Dommaschke (L), Anne Krohn (D), Paula Wedekind (MB), Dana Polenz (MB), Madleen Piest (D), Bentje Bornath (L/AA), Lisa Senger, Tara Jenßen, Sanja Bruns und Svenja Enning. Trainiert wurden sie von André Thiel und Ariane Völkner.
- Saison 2020/21: 2. Bundesliga Nord, Platz 6 (von 14)
In der Saison 2020/2021 gehörten zum Team der Wildcats Lisa Senger (Z), Birte Kaschützke (AA), Laura Kurtze (AA), Rosa Greta Ahrenberg (MB), Anna-Lena Vogel (L/AA), Sanja Bruns (MB), Sabrina Dommaschke (L), Anne Krohn (D), Lisa Schulmeister (MB), Paula Wedekind (MB), Dana Polenz (MB), Madleen Piest (AA), Bentje Bornath (L/AA), Svenja Enning (Z),[5] Luna Rumpel und Shari Groth. Trainer war André Thiel.
- Saison 2021/22: 2. Bundesliga Nord, Platz 6 (von 14)
Das Team der Saison 2021/2022 bestand aus Lisa Senger (Z), Julia Kneba (D), Marlene Knoblauch (MB), Laura Kurtze (AA), Rosa Greta Ahrenberg (MB), Anna-Lena Vogel (L/AA), Sanja Bruns (MB), Sabrina Dommaschke (L), Anne Krohn (D), Paula Wedekind (MB), Dana Polenz (MB), Madleen Piest (AA), Svenja Enning (Z) und Lene Scheuschner (AA). Trainer war Robert Hinz.
- Saison 2022/23: 2. Bundesliga Nord, Platz 1 (von 13), Meister
Das Team der Saison 2022/2023 bestand aus Sabrina Dommaschke (L), Kathleen Weiß (Z), Swantje Basan (Z), Ammely Meis (Z), Tara Fröhlich (AA), Lotte Kühn (L), Nykol Mtschedlyschwyly (D), Pia Schulte-Döringhaus (MB), Erin Corbett (AA), Anne Krohn (D), Madleen Piest (AA), Lisa Senger (Z), Anna-Lena Vogel (L/AA), Marlene Knoblauch (MB), Paula Wedekind (MB) und Dana Polenz (MB). Trainer war Robert Hinz.
Der Verein verzichtete auf den Aufstieg in die 1. Bundesliga und startete in der Folgesaison in der neuen 2. Bundesliga Pro.
- Saison 2023/24: 2. Bundesliga Pro, Platz 9 (von 13)
In der Mannschaft standen Rosali Nimz (D), Ammely Meis (Z), Swantje Basan (Z), Anna-Lena Vogel (U), Julie Teso (Z, bis Februar 2024), Maja Pahlke (D), Sabrina Dommaschke (L), Franca Barke (AA), Lotte Kühn (L), Finja Heins (AA), Madleen Piest (AA) und Carlotta Klemm (MB). Trainer war bis Februar 2024 Ali Hobst.
- Saison 2024/25: 2. Bundesliga Nord, Platz 3 (von 13), Aufstieg
Team: Luna Rumpel (L), Rosali Nimz (D), Birte Kaschützke (AA), Shari Groth (AA), Hannah Becher (MB), Swantje Basan (Z), Amelie Grawert (AA), Carolin Schmidtke (U), Sabrina Dommaschke (L), Anne Krohn (D), Tara Fröhlich (AA), Dana Prochnio (MB), Carlotta Klemm (MB); Trainer: Kim Hakan Buchwald
- Saison 2025/26: 2. Bundesliga Pro
Team: Simone Robinson (MB)

### Bekannte Spielerinnen (Auswahl)
Beim 1. VC Stralsund spielten auch Tanja Joachim, Lia-Tabea Mertens, Madleen Piest, Lene Scheuschner und Lisa Stein.
Siehe auch Volleyballspielerinnen des 1. VC Stralsund.

### Trainer
André Thiel trainierte als damals 18-Jähriger im Jahr 1999 die zweite Mannschaft des 1. VC Stralsund, die er aus der Bezirksklasse bis in die 2. Liga führte. Er blieb auch Trainer nach dem Abstieg 2009 und führte das Team direkt zurück in die 2. Liga. Dort schaffte die Mannschaft unter seiner Führung den Gewinn der Saison 2019/2020, was allerdings nach Entscheidung des Vorstands der Deutschen Volleyball-Bundesliga nicht als Meisterschaft anerkannt wurde. Thiel trainierte die Mannschaft dann noch bis zum Ende der Saison 2020/2021, trat dann, nach eigenen Angaben aus Resignation ob der nicht anerkannten Meisterschaft 2020, vom Traineramt zurück.
Nachfolger wurde zur Saison 2021/2022 Robert Hinz. er verließ den Verein nach der Spielzeit 2022/2023.
Sein Nachfolger Ali Hobst wurde im Februar 2024 vom Verein freigestellt.
Im Juli 2024 verpflichtete der Verein Kim Hakan Buchwald als Trainer.